# ISG Schwerin-Süd
Dernière mise à jour : 14 février 2011.
L’ISG Schwerin-Süd fut un club sportif allemand localisé dans la ville de Schwerin dans le Mecklembourg-Poméranie-Occidentale. Ce club exista de 1970 à 1990.
Peu après la réunification allemande, le club fusionna deux fois, puis renonça et se fit englober par le Schweriner SC.

## Histoire
La localité de Schwerin ne connut que très peu d’équipe évoluant dans la plus haute division nationale. Le SG Schwerin avait fait partie des fondateurs de la DDR-Oberliga, mais en avait été rapidement relégué. 
Devenu le BSG Vorwärts, ce club resta quelques saison en DDR-Liga, mais fut ensuite vite renvoyé au 3e niveau.
À la fin des années 1960, les responsables politiques de la ville souhaitèrent constituer un club compétitif. Avec l’aide des industries d’État locales, fut créé l’Industriesportgemeinschaft Schwerin-Süd ou ISG Schwerin-Süd. Les principaux faits de gloire de cette entité furent conquis par la section féminine de Volley qui remporta la Coupe de RDA en 1979 et 1980.

### Section football
La section football de l’ISG Schwerin-Süd monta en Bezirksliga Schwerin en 1975. Deux ans plus tard, il en remporta le titre et monta en DDR-Liga.
ISG Schwerin-Süd joua huit saisons au 2e niveau. Malgré son maintien prolongé, le club n’attira jamais la grande foule au Sportpark Lankow. Des 5 000 places disponibles, seulement une petite moyenne de 1 000 personnes assista aux matches, avec quelques "pointes" à 2 000 pour la venue d’un leader de la série.
En fin de championnat 1984-1985, un an après que la DDR-Liga eut été réduite de 5 à 2 séries.
Dès 1986, le club conquit le titre et remonta. Cette fois le séjour ne durant qu’une seule saison. Revenu en Bezirksliga Schwerin, ISG Schwerin-Süd remporta le titre 1988 mais ne termina que 4e du tour final pour la montée.
Le cercle fusionna alors avec le BSG Tiefau Schwerin, pour former l’ISG Tiefbau Schwerin.

### ISG Tiefbau Schwerin
Après avoir terminé vice-champion en 1990, le club le VfL Schwerin à la suite d'une fusion avec le FSV Grün-Weiss Schwerin . 
En 1992, trop limité financièrement, le club renonça et fut englobé dans le Schweriner SC.

## Palmarès

### ISG Schwerin-Süd
- Champion de la Bezirksliga Schwerin: 1977, 1986, 1988.

### ISG/Tiefbau Schwerin
- Vice-champion de la Bezirksliga Schwerin: 1990.

## Localisation

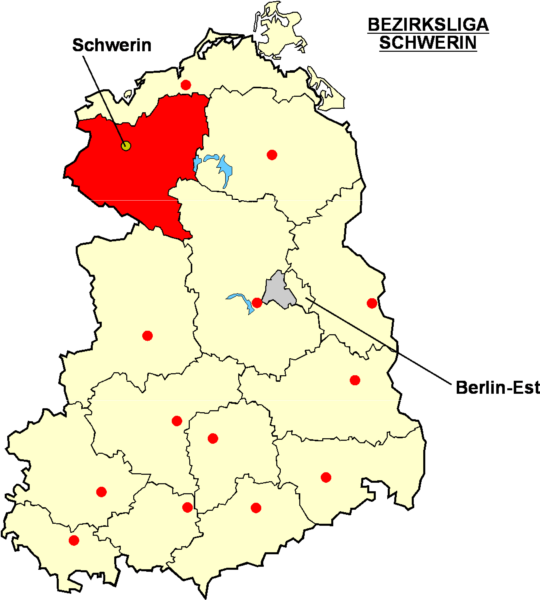
Localisation de Schwerin dans la Bezirksliga Schwerin

### mais aussi…
- Football en RDA
- Gestion des clubs sportifs en RDA
- Deutscher Fussball Verband (DFV)
- DDR-Oberliga (Niveau 1, DFV de 1949 à 1991)
- DDR-Liga (Niveau 2, DFV de 1950 à 1991)
- Berziksliga (Niveau 3, DFV de 1952 à 1991)

## Sources et Liens externes
- Hardy Grüne (2001): Vereinslexikon. Enzyklopädie des deutschen Ligafußballs. Band 7. Kassel: AGON Sportverlag, S. 32.  (ISBN 3-89784-147-9).
- Hanns Leske (2007): Enzyklopädie des DDR-Fußballs. Verlag Die Werkstatt, S. 171  (ISBN 978-3-89533-556-3).
- Archives des ligues allemandes depuis 1903
- Base de données du football allemand
- Site de la Fédération allemande de football